# جامعة لوهانسك للشؤون الداخلية
جامعة لوهانسك للشؤون الداخلية مؤسسة تعليم عالي أوكرانية، (بالأوكرانية: Луганський державний університет внутрішніх справ імені Едуарда Олексійовича Дідоренка) هي جامعة تقع في لوهانسك أوبلاست، أوكرانيا. تأسست هذه الجامعة في سنة 1993